# Hypogastrura subtergilobata
Hypogastrura subtergilobata is een springstaartensoort uit de familie van de Hypogastruridae. De wetenschappelijke naam van de soort is voor het eerst geldig gepubliceerd in 1966 door da Gama.